# Ofensiva del Dombás (1943)
La ofensiva del Dombás, conocida en la historiografía soviética como operación ofensiva estratégica del Dombás (en ruso: Донбасская операция) fue una operación militar ofensiva llevada a cabo por la Unión Soviética contra Alemania, con el objetivo de liberar la cuenca del Donets (Dombás). Fue llevada a cabo por tropas del Frente Suroeste bajo el mando del General de Ejército Rodión Malinovski y del Frente Sur bajo el mando del Coronel General Fiódor Tolbujin con el apoyo de la flotilla del Azov. Los resultados de la operación fueron el avance de las tropas soviéticas a una distancia de hasta 300 km, la liberación de lo que faltaba del Dombás (incluidas las ciudades de Stálino, Taganrog y Mariúpol) y el acceso al río Dniéper, logrando los objetivos que anteriormente se habían intentado anteriormente durante la Ofensiva del Mius. Fueron derrotadas 13 divisiones del Grupo de Ejércitos Sur alemán. Posteriormente, el Ejército Rojo recuperó gran parte de la económicamente importante cuenca del Donets, incluidas las ciudades de Mariúpol, Taganrog y Stálino. Gran parte del Grupo de Ejércitos Sur alemán tuvo que retirarse detrás del Dniéper.

## Antecedentes

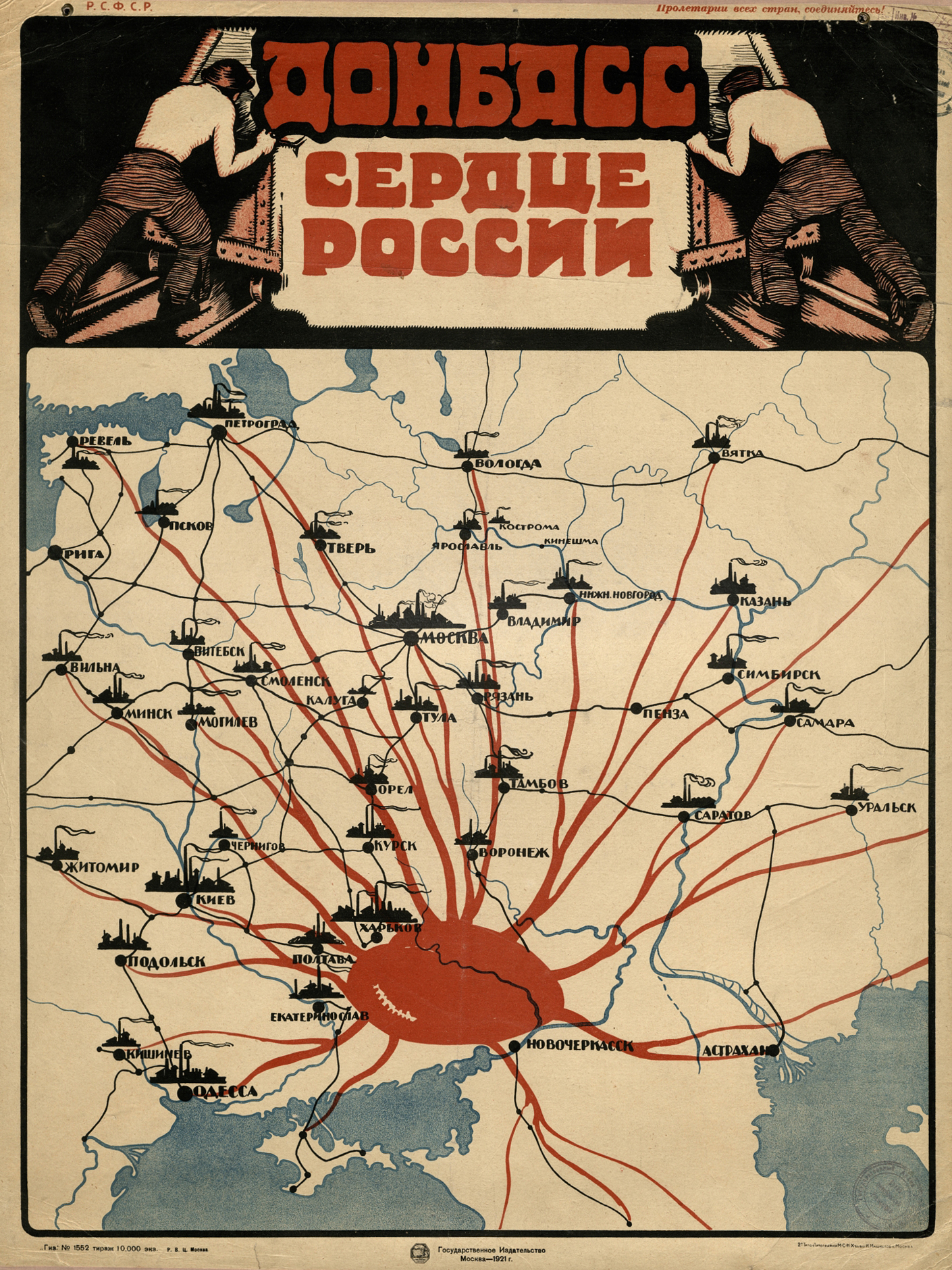
Cartel de propaganda soviético que describe al Dombás como "el corazón de Rusia".

La cuenca del Donets, una importante zona minera de carbón, antes del estallido de la guerra suministraba aproximadamente el 60% de la hulla  y el 75% del coque totales de la Unión Soviética. Allí se encontraban alrededor de la mitad de todas las empresas metalúrgicas, dos tercios de la industria química y tres cuartas partes de las centrales térmicas. Esta zona industrial representó el 30% de la producción de hierro y el 20% de la producción de acero. Entre el verano y el otoño de 1941, la industria fue evacuada.
Desde la primavera de 1943 hasta el verano de 1943 apenas hubo combates en el Frente Oriental. Esto cambió el 5 de julio de 1943, cuando los soviéticos lanzaron las ofensivas de Izium-Bárvenkovo y del Mius, lo que obligó a los alemanes a dividir sus tropas hacia dichas zonas. Cuando comenzó la Operación Ciudadela, esto benefició a los soviéticos a frenar la ofensiva alemana, y a posteriormente lanzar un poderoso contraataque. Tras esto, los soviéticos lanzaron una ofensiva en Járkov, con la que consiguieron recuperar la ciudad. A principios de agosto, los alemanes hicieron todo lo posible para detener el avance de las tropas que provenían desde Járkov, transfiriendo allí unas 15 divisiones, incluidas unas 4 divisiones de tanques, provenientes de la cabeza de puente del Dónets.
La situación alemana, si bien era buena en el norte, en pleno apogeo de la Batalla de Kursk, pues contaban con importantes reservas tanto del 1.ᵉʳ Ejército Panzer como del 6° Ejército para desarrollar una ofensiva extensa, más al sur se encontraba en una mala situación, pues sus defensas no eran particularmente sólidas. El 1.ᵉʳ Ejército Panzer al mando de von Mackensen no tenía divisiones Panzer a su disposición, aunque tenía nueve divisiones de infantería que habían sido reducidas significativamente por Manstein durante el avance en la parte sur del saliente de Kursk. De igual forma, al 6° Ejército, que acababa de reconstruirse tras su aniquilación en Stalingrado, le fueron asignadas ocho divisiones de infantería y una división de Gebirgsjäger. Las tropas del Dombás no estaban tan bien equipadas como sus contrapartes más al norte, aunque algunas divisiones de campo de la Luftwaffe estaban incluidas en el orden de batalla tanto del 1° Ejército Panzer como del 6° Ejército. Para empeorar la situación, los reemplazos de las tropas alemanas no podían seguir el ritmo de la gran cantidad de pérdidas sufridas en el Frente Oriental en todo su conjunto. Una ofensiva soviética anterior en la zona había sido rechazada con la ayuda de las SS y de divisiones Panzer regulares, pero desde entonces habían sido retiradas para abordar asuntos más urgentes en el norte; en particular las batallas en torno a Járkov.En consecuencia, para el 16 de agosto, día en el que el Ejército Rojo lanzó la ofensiva, los alemanes tenían dificultades para mantener la línea de defensa sin el apoyo natural del río Dónets o de refuerzos blindados para hacer retroceder el avance soviético.

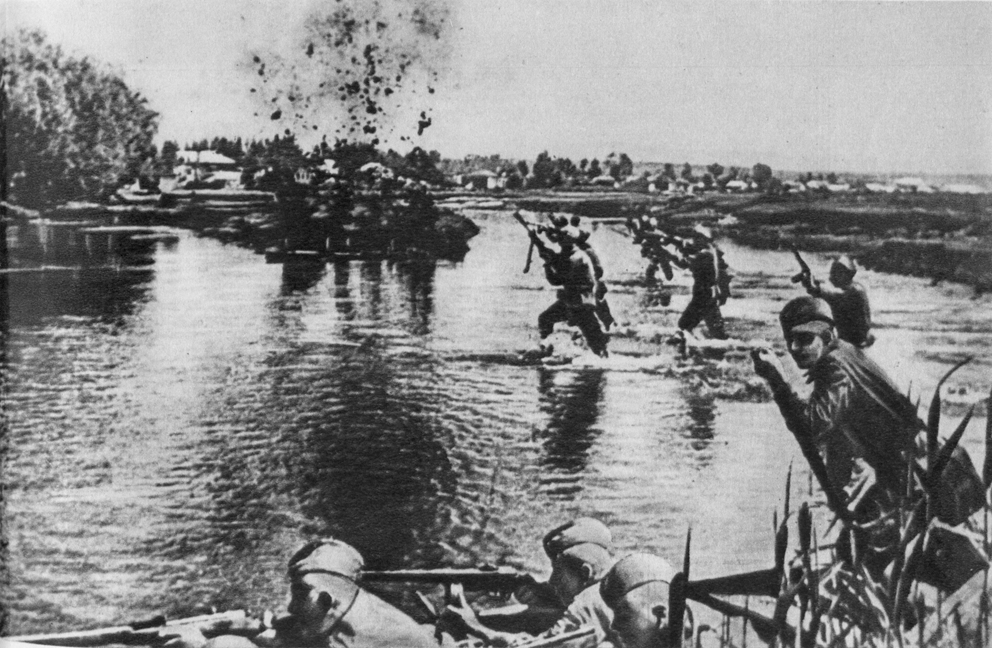
Unidades del Frente Suroeste soviético cruzando el río Donets a finales del verano de 1943.

Mientras tanto, tras la ofensiva fallida llevada a cabo en julio, el alto mando soviético ordenó a los Frentes Sur y Suroeste que reconsideraran la estrategia del ataque de hace apenas unas semanas antes, y que prepararan para agosto una nueva ofensiva. De manera similar al plan de la ofensiva anterior, los soviéticos pretendían rodear al grueso del 6° Ejército alemán cerrando la brecha alrededor de la ciudad de Stálino. Desde el norte, los 3° y 8° Ejércitos de la Guardia atacarían hacia Debalcevo en el sur, mientras que los 2°, 28° y 44° Ejércitos de la Guardia, así como el 5° Ejército de Choque debían avanzar hacia el oeste y ejercer presión sobre las unidades débiles del 6° Ejército alemán. La principal preocupación del comandante del Frente Sur, Fiódor Tolbujin, era la relativa debilidad de sus unidades tras el fallido ataque de julio. Para ello, se le concedió un ligero retraso de dos días, dejando que el Frente Suroeste comenzara la ofensiva primero contra el 1° Ejército Panzer. Este respiro permitiría a los alemanes detectar las intenciones de los soviéticos y se consideró necesario para evitar un desastre.

## Desarrollo de la ofensiva

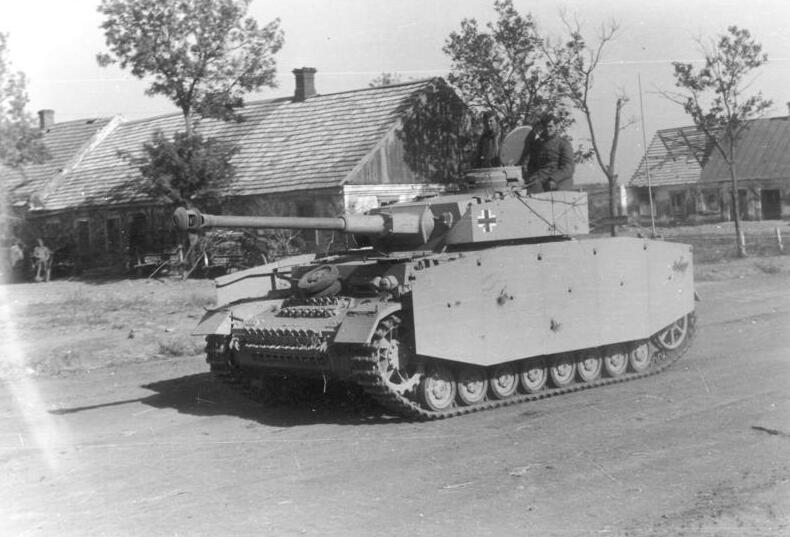
Un Panzer IV en Stálino, en agosto de 1943.

La ofensiva del Dombás comenzó el 13 de agosto de 1943, con el ataque de las tropas del ala derecha del Frente Suroeste. Dichas tropas cruzaron el río Dónets y avanzaron a lo largo de la orilla oriental del río, desplegando tres ejércitos para ayudar al Frente de la Estepa en la recaptura de Járkov. Aunque esta operación no tenía relación con los combates en la cuenca del Donets, a cientos de kilómetros de distancia, la fecha marca el comienzo oficial de la “Operación Cuenca del Donets” en la historiografía soviética. De hecho, no fue hasta el 16 de agosto de 1943 que los 6.º y 12.º Ejércitos soviéticos y el 8.º Ejército de la Guardia lanzaron un ataque desde la cabeza de puente cerca de Izium. Según información alemana, el primer día se desplegaron once divisiones de fusileros y 130 baterías en el lado soviético. El foco del ataque fue en el área del 12.º Ejército soviético al sur de Izium. Ya en las primeras horas de la ofensiva, las unidades de ataque irrumpieron en las posiciones de la 46.ª División de Infantería alemana. Sin embargo, un contraataque de la 23.ª División Panzer alemana selló esto por la tarde y recuperó el terreno perdido por la noche. En los días siguientes los combates se concentraron en la localidad de Dolgenkaya. Del 16 al 27 de agosto de 1943, el Frente Suroeste desplegó un total de nueve divisiones de fusileros, nueve brigadas de tanques, un regimiento de tanques de la Guardia y una brigada de fusileros motorizados. Aunque el Ejército Rojo logró repetidamente avances profundos en las posiciones alemanas, los contraataques de la 23.ª División Panzer, la 16.ª División Panzer de Granaderos y la 17.ª División Panzer alemanas inmediatamente le infligieron grandes pérdidas.

Estos ataques y contraataques resultaron costosos para ambos bandos. Dado que falta información precisa sobre las pérdidas totales, sólo se pueden citar algunas cifras a modo de ejemplo. Sólo la 23.ª División Panzer, que estaba en el centro de los combates, informó de haber derribado 302 tanques enemigos. Sin embargo, había perdido 71 oficiales y 1,746 suboficiales y soldados. Después de doce días de lucha, a la división apenas le quedaban fuerzas de infantería. En el lado soviético, los costosos e infructuosos ataques llevaron a un replanteamiento. El mariscal Vasilevski y el coronel general Malinovski decidieron “detener la carrera inútil” y, en cambio, intentar lograr un gran avance en otros lugares. Para ello, el 8.º Ejército de la Guardia del teniente general Chuikov debía trasladarse más al este. Se planificaron varios días para el reagrupamiento de las tropas. Así, el 1.er Ejército Panzer alemán había repelido inicialmente la ofensiva del Frente Suroeste soviético.

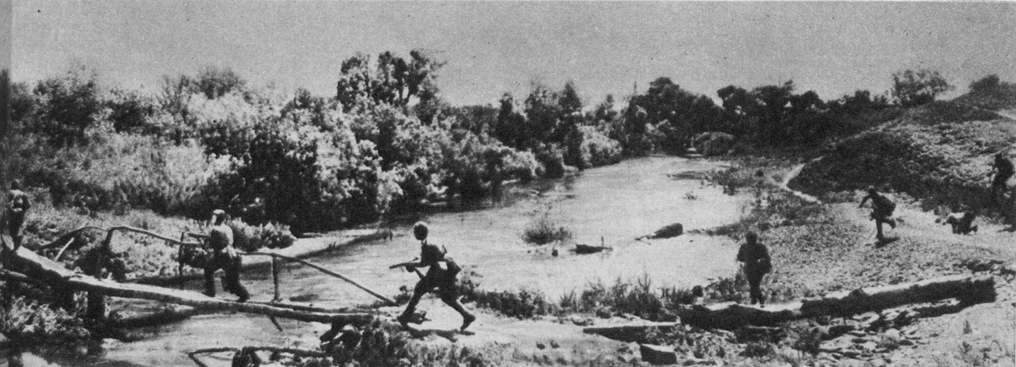
Tropas soviéticas cruzando el río Mius.

Las tropas soviéticas fueron detenidas en el río Mius, donde los alemanes habían construido una línea defensiva fuertemente fortificada. Sin embargo, los alemanes ahora estaban obligados a utilizar una parte importante de las reservas de esta para repeler el repentino ataque soviético. El 18 de agosto, las tropas del Frente Sur pasaron a la ofensiva, y el primer día rompieron las defensas alemanas hasta una profundidad de 8 a 9 kilómetros, y para el final del 20 de agosto, el avance ya tenía unos 24 kilómetros de profundidad. La noche del 24 de agosto inició un enfrentamiento en la colina de Saur-Mogila, que duró tres días. El 30 de agosto, con apoyo de un asalto anfibio, la ciudad de Taganrog fue liberada. En el área de la ciudad, el XXIX Cuerpo de Ejército fue rodeado y destruido. En la mañana del 31 de agosto, la 96° División de Fusileros de la Guardia finalmente derrotaron a los alemanes desde la cima de la colina.Mientras tanto, el 6.º Ejército hizo un nuevo intento de relevar y retirar a los hombres restantes en la bolsa. Con la 17.ª División Panzer a la cabeza y con el apoyo de la 3.ª División GebirgsJäger, se estableció una conexión tenue con el XXIX Cuerpo de Ejército. Rápidamente, y bajo el implacable fuego de artillería soviética, la bolsa fue rápidamente evacuada (aunque con grandes costos) justo al sur de Konkowo. Sólo la 15.ª División Feld de la Luftwaffe sufrió numerosas bajas; el Regimiento Jäger se redujo a 400 hombres, de una fuerza autorizada de 2,400, por lo que, debido a la amenaza de que el Grupo de Ejércitos Sur fuera destruido por completo, Hitler permitió que sus unidades se retiraran más allá del Dniéper.
El 1 de septiembre, las tropas alemanas comenzaron a retirarse de todo el Dombás. Para el 3 de septiembre, las tropas soviéticas liberaron Kalinovka, y Artiomovsk el 5 de septiembre y Stálino el 8 de septiembre,y finalmente liberaron Mariúpol para el 10 de septiembre tras un asalto anfibio. Después de la caída de Stálino, Erich von Manstein se vio obligado a continuar su retirada hacia el río Dniéper, todo el tiempo bajo una fuerte presión de tanques soviéticos y unidades mecanizadas. Esta retirada de las unidades alemanas se caracterizó por pérdidas excepcionalmente importantes para la Wehrmacht, como señaló el mismo Manstein:
"La retirada a la línea Melitopol-Dniéper, iniciada según esta orden bajo la presión de fuerzas enemigas superiores, es quizás la operación más difícil llevada a cabo por el grupo de ejércitos durante la campaña de 1943-1944."
Manstein además informa además que entre las dificultades se encontraban la necesidad de evacuar a 200,000 heridos, la imposibilidad de retirar un suministro de material para tres meses, lo que provocó escasez de artillería y la falta de líneas defensivas intermedias. . Sin embargo, el 9 de septiembre se presentó una oportunidad al 1.º Ejército Panzer. El 3.º Ejército de la Guardia, en particular el 1.º Cuerpo Mecanizado, estaba sobreexpuesto en la brecha entre los ejércitos alemanes y no había protegido adecuadamente sus flancos. Rápidamente se formó un kampfgruppe a partir de elementos de la 23.ª División Panzer y la 16.ª División Panzer Grenadier que atacaron a la 1.ª División Mecanizada desde el norte y el sur. En el transcurso de tres días la brecha se había cerrado con éxito, con la mayoría de los dos cuerpos soviéticos ahora detrás de las líneas enemigas. Desafortunadamente para los alemanes, esta victoria no pudo aprovecharse al máximo y la retirada hacia el oeste continuó. Durante la retirada, Manstein ordenó acciones de tierra arrasada.

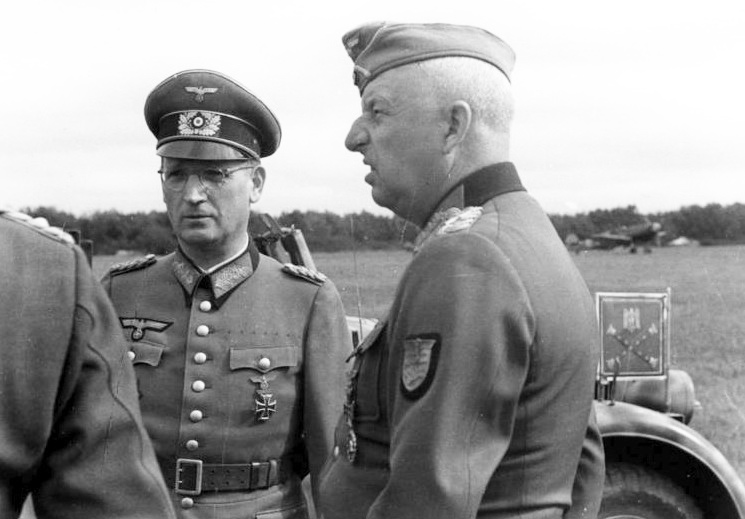
El mariscal de campo Erich von Mansterin durante una reunión con su jefe de Estado Mayor, el general de división Hans Speidel en septiembre de 1943.

También un obstáculo para una retirada planificada fueron las acciones de los partisanos soviéticos, que llevaron a cabo numerosos ataques a ferrocarriles y puentes en la retaguardia del ejército alemán en la orilla derecha de Ucrania, reduciendo al mínimo el rendimiento de las comunicaciones. Durante la retirada, el ejército alemán utilizó tácticas de tierra arrasada. El principal objetivo de la creación de "zonas desérticas" era ralentizar el ritmo de la ofensiva soviética y ganar tiempo para crear una poderosa línea defensiva en el Dniéper, manteniendo al mismo tiempo grandes cabezas de puente en la cuenca occidental. A pesar de que las tropas alemanas en retirada secuestraron a todas las personas en edad militar, se llevaron más de 2,500 bienes y quemaron la mayoría de las aldeas y ciudades, los alemanes no lograron completar esta tarea. Manstein, en su libro Lost Victories, informa lo siguiente:
"En una zona de 20 a 30 km frente al Dniéper, todo lo que podría ayudar al enemigo a continuar inmediatamente su ofensiva en un amplio frente al otro lado del río fue destruido, dañado o llevado a la retaguardia, es decir, todo lo que podría ser un refugio o un lugar de acuartelamiento para él, y eso es todo, lo que podría asegurar sus suministros, especialmente el suministro de alimentos a sus tropas. Al mismo tiempo, por orden especial de Göring, el grupo de ejércitos retiró de las zonas que abandonábamos suministros, enseres domésticos y máquinas que podían utilizarse para la producción militar."
Mientras seguían persiguiendo al enemigo, el 22 de septiembre las tropas del Frente Suroeste consiguieron expulsar a los alemanes a sectores más allá del oeste del Dniéper en las ciudades de Dnipropetrovsk y Zaporoye, mientras que las tropas del Frente Sur llegaron ese mismo día hasta el río Molochna. Con esto finalizaron las operaciones en el Dombás.

## Resultados

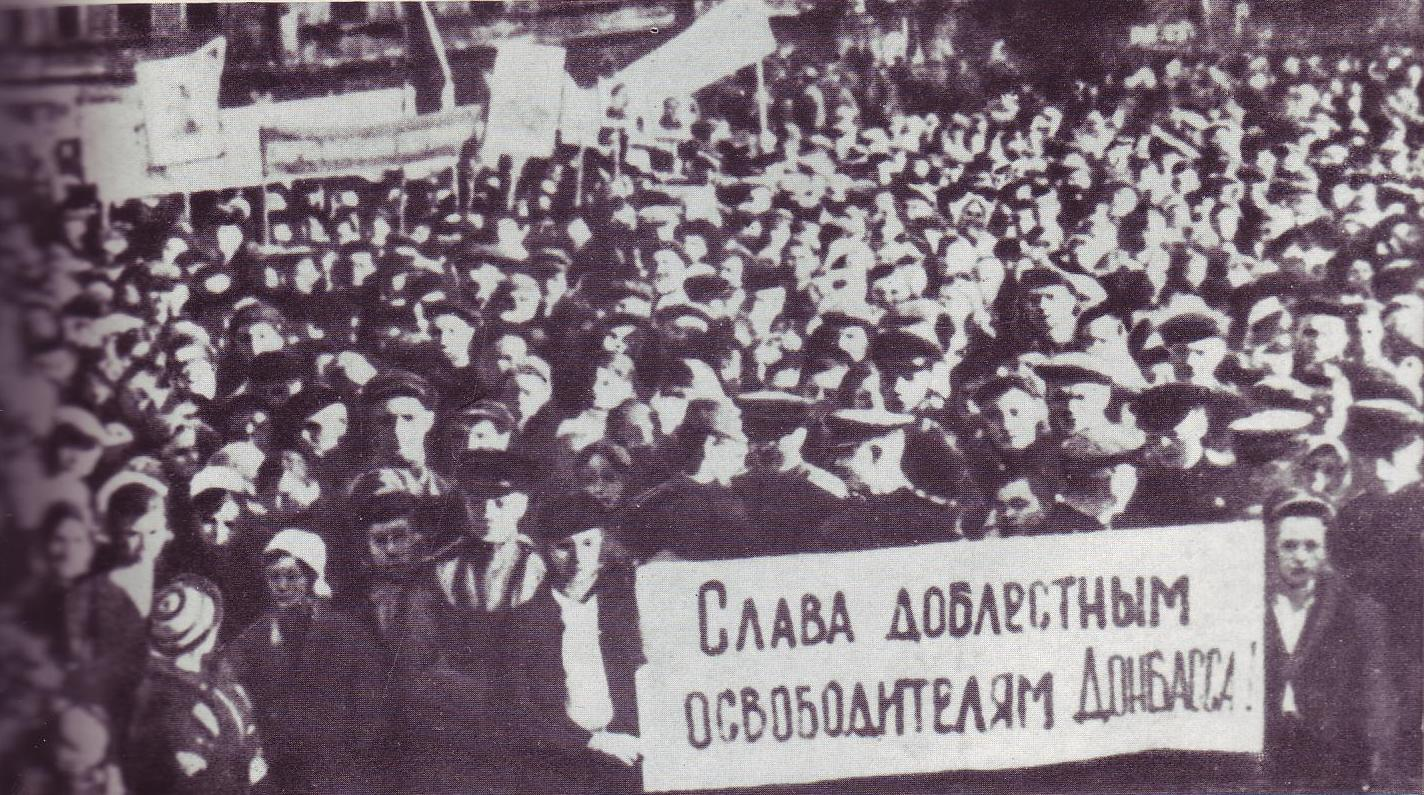
Civiles soviéticos reunidos en Stálino después de la liberación de la ciudad por el Ejército Rojo. La pancarta que sostienen dice "Gloria a los heroicos liberadores del Dombás".

Como resultado de la ofensiva, la cuenca del Dónets quedó completamente liberada, y el ejército alemán se vio obligado a retroceder rápidamente más de 300 kilómetros hasta la línea Panther-Wotan a lo largo del Dniéper, aunque esta todavía estaba en construcción. La pérdida de la cuenca carbonífera de Stálino supuso un duro golpe para la economía alemana, a causa de la pérdida de la importante región económica de la Alemania nazi. La Unión Soviética, por el contrario, obtuvo 21,1 millones de toneladas de carbón en 1944. A principios de 1945, la extracción de carbón se había establecido en 3/4 de las minas. Ya en 1943 se restableció el ciclo metalúrgico completo en la Planta Metalúrgica de Yenakievo; apenas 30 días después de la liberación, comenzaron a funcionar los generadores de la Central Térmica de Zuevskaya y de la Central Hidroeléctrica de Rudchenskaya. En septiembre de 1944, la producción de productos de ingeniería mecánica en el sur de Ucrania alcanzó el 30% del nivel de antes de la guerra. De igual manera, la agricultura aumentó nuevamente a sus niveles normales, con millones de hectáreas de superficie cultivada en Ucrania y Kubán.
En 1948, un tribunal inglés condenó a Manstein a 18 años de prisión por crímenes cometidos en Ucrania, pero en 1953 fue puesto en libertad.